# Havssävssläktet
Havssävssläktet (Bolboschoenus) är ett släkte med fleråriga, storväxta halvgräs med krypande jordstam som har korta, i spetsen lökformigt förtjockade knölar. 
Stråna är trekantiga och bladiga. 
Bladen är platta med V-formad mittfåra och livligt gröna. 
Axsamlingen är toppställd, huvudlik, med två till fyra stödblad. 
Axet är spetsigt äggrunda, oskaftade eller skaftade. 
Axfjällen är kastanjebruna, matta, i spetsen kluvna och med kort borst. 
Blomman är tvåkönad, med upp till sex kalkborst. 
Tre stånade, ett stift och två eller tre märken. 
Nöten är blank, linsformad till rundat trekantig och kalkborst vanligen avfallande.
Kromosomtal: varierande. 
Släktet har 16 arter, i Sverige förekommer bara arten havssäv (B. maritimus). Den arten förs ibland till släktet sävar (Schoenoplectus). 
Släktnamnet Bolboschoenus kommer av grekiskans bolbos (lök) och schoinos (säv) och betyder 'löksäv' eller 'knölsäv', vilket syftar på jordstammens knölar. 